# Lista das teses orientadas por David Hilbert
A tabela seguinte contém uma lista das teses orientadas por David Hilbert em ordem cronológica. Com Hilbert foram conduzidas na Universidade de Göttingen nos anos de 1898 a 1933 no total 69 teses de doutorado. As teses estão listadas no Gesammelten Abhandlungen, volume 3. Não são listados os doutorados nos quais Hilbert figura como segundo avaliador, sendo estes encontrados no Mathematics Genealogy Project.
| Nr. | Doutorando                     | Título da tese | Data da defesa          | Publicação                                                                                                   |
| --- | ------------------------------ | --- | ----------------------- | --- |
| 1.  | Otto Blumenthal                | Über die Entwicklung einer willkürlichen Funktion nach den Nennern des Kettenbruches für {\displaystyle \textstyle \int \limits _{-\infty }^{0}{\frac {\phi (\xi )d\xi }{z-\xi }}}. | 25 de maio de 1898      | 1898 |
| 2.  | Hans von Schaper               | Über die Theorie der Hadamardschen Funktionen und ihre Anwendung auf das Problem der Primzahlen.                                                                                    | 26 de julho de 1898     | 1898 |
| 3.  | Heinrich Dörrie                | Das quadratische Reziprozitätsgesetz im quadratischen Zahlkörper mit der Klassenzahl 1.                                                                                             | 29 de julho de 1898     | 1898 Siehe dazu: Acta Math. 1902, Volume 26(1), p. 99–131 doi:10.1007/BF02415486                             |
| 4.  | Michael Feldblum               | Über elementar-geometrische Konstruktionen. | 12 de julho de 1899     | 1899 |
| 5.  | Fritz Beer                     | Kriterien für Irrationalität von Funktionalwerten. | 19 de julho de 1899     | 1899 |
| 6.  | Legh Wilber Reid               | Tafel der Klassenanzahlen für kubische Zahlkörper. | 28 de julho de 1899     | 1899 Siehe dazu: Acta Math. 1902, Volume 26(1), p. 99–131 doi:10.1007/BF02415486                             |
| 7.  | Anne Lucy Bosworth Focke       | Begründung einer vom Parallelenaxiome unabhängigen Streckenrechnung. | 31 de julho de 1899     | 1899 |
| 8.  | Max Dehn                       | Die Legendreschen Sätze über die Winkelsumme im Dreieck. | 8 de novembro de 1899   | 1900 Math. Ann. Volume 53, p. 404–439. doi:10.1007/BF01448980                                                |
| 9.  | Karl Sigismund Hilbert         | Das allgemeine quadratische Reziprozitätsgesetz in aus gewählten Kreiskörpern der 2n-ten Einheitswurzeln.                                                                           | 1 de dezembro de 1899   | 1900 Siehe dazu: Acta Math. 1902, Volume 26(1), p. 99–131 doi:10.1007/BF02415486                             |
| 10. | Sophus Marxsen                 | Über eine allgemeine Gattung irrationaler Invarianten und Kovarianten für eine binäre Form ungerader Ordnung.                                                                       | 5 de março de 1900      | 1900 |
| 11. | Ljubow Nikolajewna Sapolskaja  | Über die Theorie der Relativ-Abel'schen kubischen Zahlkörper. | 21 de junho de 1900     | 1902 |
| 12. | Edgar Jerome Townsend          | Über den Begriff und die Anwendung des Doppellimes. | 12 de julho de 1900     | 1900 |
| 13. | Gottfried Rückle               | Quadratische Reziprozitätsgesetze in algebraischen Zahlkörpern. | 22 de janeiro de 1901   | 1901 Siehe dazu: Acta Math. 1902, Volume 26(1), p. 99–131 doi:10.1007/BF02415486                             |
| 14. | Earle Raymond Hedrick          | Über den analytischen Charakter der Lösungen von Differentialgleichungen. | 20 de fevereiro de 1901 | 1901 |
| 15. | Felix Bernstein                | Untersuchungen aus der Mengenlehre. | 2 de março de 1901      | 1901 |
| 16. | Charles Albert Noble           | Eine neue Methode in der Variationsrechnung. | 14 de maio de 1901      | 1901 |
| 17. | Werner Boy                     | Über die Curvatura integra u. d. Topologie geschlossener Flächen. | 19 de junho de 1901     | 1901 Math. Ann. 1903, Volume 57(2), p. 151–184 doi:10.1007/BF01444342                                        |
| 18. | Georg Hamel                    | Über die Geometrien, in denen die Graden die Kürzesten sind. | 24 de junho de 1901     | 1901 Math. Ann. 1903, Volume 57(2), p. 231–264 doi:10.1007/BF01444348                                        |
| 19. | Nadeschda Gernet               | Untersuchung zur Variationsrechnung. Über eine neue Methode in der Variationsrechnung.                                                                                              | 28 de julho de 1901     | 1902 |
| 20. | Otto Zoll                      | Über Flächen mit Scharen von geschlossenen Linien (Preisschrift). | 29 de julho de 1901     | 1901 Math. Ann. 1903, Volume 57(1) p. 108–133 doi:10.1007/BF01449019                                         |
| 21. | Johann Oswald Müller           | Über die Minimaleigenschaft der Kugel. | 24 de fevereiro de 1902 | 1903 |
| 22. | Georg Lütkemeyer               | Über den analytischen Charakter der Integrale von partiellen Differentialgleichungen.                                                                                               | 9 de maio de 1902       | 1902 |
| 23. | Paul Kirchberger               | Über Tchebychefsche Annäherungsmethoden. | 17 de julho de 1902     | 1902 Math. Ann. 1903, Volume 57(4) p. 509–540 doi:10.1007/BF01445182                                         |
| 24. | Oliver Dimon Kellogg           | Zur Theorie der Integralgleichungen und des Dirichlet'schen Prinzips. | 24 de novembro de 1902  | 1902 |
| 25. | Rudolf Fueter                  | Der Klassenkörper der quadratischen Körper und die komplexe Multiplikation. | 23 de fevereiro de 1903 | 1903: |
| 26. | Charles Max Mason              | Randwertaufgaben bei gewöhnlichen Differentialgleichungen. | 24 de abril de 1903     | 1903 |
| 27. | Albert Kraft                   | Über ganze transzendente Funktionen von unendlich hoher Ordnung. | 17 de junho de 1903     | 1903 |
| 28. | Albert Andrae                  | Hilfsmittel zu einer allgemeinen Theorie der linearen elliptischen Differentialgleichung 2. Ordnung.                                                                                | 26 de junho de 1903     | 1903 |
| 29. | Walther Lietzmann              | Über das biquadratische Reziprozitätsgesetz in algebraischen Zahlkörpern. | 29 de outubro de 1903   | 1904 |
| 30. | Erhard Schmidt                 | Entwicklung willkürlicher Funktionen nach Systemen vorgeschriebener. | 29 de junho de 1905     | 1905 |
| 31. | Wilhelmus David Allen Westfall | Zur Theorie der Integralgleichungen. | 19 de julho de 1905     | 1905 |
| 32. | Hugo Kistler                   | Über Funktionen von mehreren komplexen Veränderlichen. | 26 de julho de 1905     | 1905 |
| 33. | Alexander Myller               | Gewöhnliche Differentialgleichungen höherer Ordnung in ihrer Beziehung zu den Integralgleichungen.                                                                                  | 2 de maio de 1906       | 1906 |
| 34. | David Clinton Gillespie        | Anwendungen des Unabhängigkeitssatzes auf die Lösung der Differentialgleichungen der Variationsrechnung.                                                                            | 25 de julho de 1906     | 1906 |
| 35. | Wera Lebedeff                  | Die Theorie der Integralgleichungen in Anwendung auf einige Reihenentwickelungen.                                                                                                   | 24 de outubro de 1906   | 1906 |
| 36. | Arthur Robert Crathorne        | Das räumliche isoperimetrische Problem. | 21 de fevereiro de 1907 | 1907 |
| 37. | Ugo Broggi                     | Die Axiome der Wahrscheinlichkeitsrechnung. | 8 de maio de 1907       | 1907 |
| 38. | Charles Haseman                | Anwendung der Theorie der Integralgleichungen auf einige Randwertaufgaben in der Funktionentheorie.                                                                                 | 28 de junho de 1907     | 1907 |
| 39. | William Deweese Cairns         | Die Anwendung der Integralgleichungen auf die zweite Variation bei isoperimetrischen Problemen.                                                                                     | 3 de julho de 1907      | 1907 |
| 40. | Robert König                   | Oszillationseigenschaften der Eigenfunktionen der Integralgleichung mit definitem Kern und das Jacobische Kriterium der Variationsrechnung.                                         | 10 de julho de 1907     | 1907 |
| 41. | Ernst Hellinger                | Die Orthogonalinvarianten quadratischer Formen von unendlich vielen Variablen. | 17 de julho de 1907     | 1907 |
| 42. | Hermann Weyl                   | Singuläre Integralgleichungen mit besonderer Berücksichtigung des Fourierschen Integraltheorems.                                                                                    | 12 de fevereiro de 1908 | 1908 Math. Ann. 1908, Volume 66(3) p. 273–324 doi:10.1007/BF01450690                                         |
| 43. | Andreas Speiser                | Zur Theorie der binären quadratischen Formen mit Koeffizienten und Unbestimmten in einem beliebigen Zahlkörper.                                                                     | 3 de março de 1909      | 1909 |
| 44. | Alfréd Haar                    | Zur Theorie der orthogonalen Funktionensysteme. | 16 de junho de 1909     | 1909 Math. Ann. 1910, Volume 69(3) p. 331–371 doi:10.1007/BF01456326                                         |
| 45. | Margarete Kahn                 | Eine allgemeine Methode zur Untersuchung der Gestalten algebraischer Kurven. | 30 de junho de 1909     | 1909 |
| 46. | Klara Löbenstein               | Über den Satz, daß eine ebene, algebraische Kurve 6. Ordnung mit 11 sich einander ausschließenden Ovalen nicht existiert.                                                           | 30 de junho de 1909     | 1910 |
| 47. | Richard Courant                | Über die Anwendung des Dirichletschen Prinzipes auf die Probleme der konformen Abbildung.                                                                                           | 16 de fevereiro de 1910 | 1910 Math. Ann. 1911, Volume 71(2) p. 145–183 doi:10.1007/BF01456646                                         |
| 48. | Erich Hecke                    | Zur Theorie der Modulfunktionen von zwei Variablen und ihrer Anwendung auf die Zahlentheorie.                                                                                       | 3 de março de 1910      | 1910 Siehe Math. Ann. Volume 71, p. 1–37 doi:10.1007/BF01456926                                              |
| 49. | Kurt Grelling                  | Die Axiome der Arithmetik mit besonderer Berücksichtigung der Beziehungen zur Mengenlehre.                                                                                          | 8 de junho de 1910      | 1910 |
| 50. | Wallie Abraham Hurwitz         | Randwertaufgaben bei Systemen von linearen partiellen Differentialgleichungen erster Ordnung.                                                                                       | 13 de julho de 1910     | 1910 |
| 51. | Johannes Otto Mühlendyck       | Klassifikation der regelmäßigsymmetrischen Flächen fünfter Ordnung. | 7 de dezembro de 1910   | 1911 |
| 52. | Hugo Steinhaus                 | Neue Anwendungen des Dirichlet'schen Prinzips. | 10 de maio de 1911      | 1911 |
| 53. | Paul Funk                      | Über Flächen mit lauter geschlossenen geodätischen Linien. | 22 de maio de 1911      | 1911 Math. Ann. 1913, Volume 74(2) p. 278–300 doi:10.1007/BF01456044                                         |
| 54. | Ludwig Föppl                   | Stabile Anordnungen von Elektronen im Atom | 1 de março de 1912      | 1912 Auszug in: Journ. reine angew. Math. Volume 141 S. 251–302.                                             |
| 55. | Gerhard Janssen                | Über die definitionsmäßige Einführung der affinen und der äquiformen Geometrie auf Grund der Verknüpfungsaxiome.                                                                    | 19 de fevereiro de 1913 | 1913 |
| 56. | Hans Bolza                     | Anwendung der Theorie der Integralgleichungen auf die Elektronentheorie und die Theorie der verdünnten Gase.                                                                        | 2 de julho de 1913      | 1913 |
| 57. | Jakob Grommer                  | Ganze transzendente Funktionen mit lauter reellen Nullstellen. | 16 de julho de 1913     | 1914 Journ. reine angew. Math. Volume 144 p. 114–166.                                                        |
| 58. | Bernhard Baule                 | Theoretische Behandlung der Erscheinungen in verdünnten Gasen. | 18 de fevereiro de 1914 | 1914 Ann. Phys. F. 4 Volume 44 doi:10.1002/andp.19143490908                                                  |
| 59. | Kurt Schellenberg              | Anwendung der Integralgleichungen auf die Theorie der Elektrolyse. | 24 de junho de 1914     | 1915 Gekürzt in: Ann. Phys. F. 4 Volume 47. doi:10.1002/andp.19153520904                                     |
| 60. | Georg Prange                   | Die Hamilton-Jacobische Theorie für Doppelintegrale (mit einer Übersicht der Theorie für einfache Integrale).                                                                       | 21 de dezembro de 1914  | 1915 |
| 61. | Heinrich Behmann               | Die Antinomie der transfiniten Zahl und ihre Auflösung durch die Theorie von Russell und Whitehead.                                                                                 | 5 de junho de 1918      | 1922 |
| 62. | Willi Windau                   | Über lineare Differentialgleichungen vierter Ordnung mit Singularitäten und die dazugehörigen Darstellungen willkürlicher Funktionen.                                               | 7 de julho de 1920      | 1921 Math. Ann. 1921 Volume 83 p. 256–279 doi:10.1007/BF01458384                                             |
| 63. | Hellmuth Kneser                | Untersuchungen zur Quantentheorie. | 2 de março de 1921      | 1921 Math. Ann. 1921 Volume 84 p. 277–302 doi:10.1007/BF01459411                                             |
| 64. | Walther Rosemann               | Der Aufbau der ebenen Geometrie ohne das Symmetrieaxiom. | 11 de dezembro de 1922  | 1923 Math. Ann. 1923, Volume 90(1) p. 108–128 doi:10.1007/BF01456245                                         |
| 65. | Wilhelm Ackermann              | Begründung des „tertium non datur“ mittels der Hilbertschen Theorie der Widerspruchsfreiheit.                                                                                       | 4 de agosto de 1924     | 1925 Math. Ann. 1925 Volume 93 p. 1–36 doi:10.1007/BF01449946                                                |
| 66. | Gabriel Sudan                  | Über die geordneten Mengen. | 20 de julho de 1925     | 1925 Buletinul de Stințe Matematice pure și aplicate. Anul 28.                                               |
| 67. | Haskell Brooks Curry           | Grundlagen der kombinatorischen Logik. | 24 de junho de 1929     | 1930 American Journ. of Math. 1930 Volume 52 p. 509–536 doi:10.2307/2370619 , p. 789–834 doi:10.2307/2370716 |
| 68. | Arnold Schmidt                 | Die Herleitung der Spiegelung aus der ebenen Bewegung. | 20 de julho de 1932     | 1934 Math. Ann. 1934 Volume 109 p. 538–571 doi:10.1007/BF01449154                                            |
| 69. | Kurt Schütte                   | Untersuchungen zum Entscheidungsproblem der mathematischen Logik. | 10 de maio de 1933      | 1934 Math. Ann. Volume 109 p. 572–603 doi:10.1007/BF01449155                                                 |

1. ↑  Tag der mündlichen Prüfung
2. ↑  Die Auflistung der Publikationen erhebt keinen Anspruch auf Vollständigkeit.